# Estació de Lloseta
L'estació de Lloseta és una estació de tren de Serveis Ferroviaris de Mallorca. Està situat a Lloseta, a la part baixa de la població. Consta de dues andanes laterals per on passen dues vies.
| Procedència/Destinació             | <          | Línia          | >    | Procedència/Destinació |
| ---------------------------------- | ---------- | -------------- | ---- | ---------------------- |
| Serveis Ferroviaris de Mallorca    |            |                |      |                        |
| Estació Intermodal-Plaça d'Espanya | Binissalem | Palma-sa Pobla | Inca | sa Pobla               |
| Estació Intermodal-Plaça d'Espanya | Binissalem | Palma-Inca     | Inca | Inca                   |
| Estació Intermodal-Plaça d'Espanya | Binissalem | Palma-Manacor  | Inca | Manacor                |